# Медаль Гувера
Медаль Гувера (англ. Hoover Medal) — нагорода за досягнення в інженерній справі та за служіння людству. Її присуджує від 1930 щороку група з п'яти товариств: (Американське товариство інженерів-механіків, Інститут інженерів з електротехніки та електроніки, Американське товариство інженерів-будівельників, Американський інститут гірничих, металургійних та нафтових інженерів і Американський інститут інженерів-хіміків).

## Лавреати
- 1930 — Герберт Гувер — 31-й президент США
- 1936 — Емброуз Свейсі — американський механік, винахідник, астроном і філантроп
- 1938 — Джон Френк Стівенс — американський інженер-залізничник
- 1940 — Гано Данн — президент коледжу Cooper Union
- 1941 — Д. Роберт Ярналл — американський підприємець
- 1942 — Джерард Своуп — американський підприємець, президент компанії General Electric
- 1944 — Ральф Фландерс — американський механік, підприємець і сенатор від штату Вермонт
- 1945 — Вільям Генрі Геррісон
- 1946 — Венівар Буш — американський інженер, винахідник, один з ініціаторів та керівників Мангеттенського проєкту
- 1948 — Малкольм Пірні — американський інженер і науковець
- 1949 — Френк Джуїт — американський фізик, перший президент Bell Labs
- 1950 — Карл Комптон — американський фізик, президент Массачусетського технологічного інституту
- 1951 — Вільям Лорен Батт — американський механік, президент міжнародної корпорації SKF
- 1952 — Кларенс Гоув — канадський політичний діяч
- 1954 — Альфред Слоун — американський підприємець, президент компанії General Motors
- 1955 — Чарльз Кеттерінг — американський винахідник, інженер і бізнесмен, голова дослідницького відділу компанії General Motors
- 1956 — Герберт Гувер молодший — американський бізнесмен, інженер і політичний діяч
- 1957 — Скотт Тернер — американський гірничий інженер
- 1958 — Реймонд Альберт Вілер — американський інженер і військовик, генерал-лейтенант
- 1959 — Генрі Таунлі Гілд — американський науковець, президент Іллінойського технологічного інституту, Нью-Йоркського університету і Фундації Форда
- 1960 — Дуайт Ейзенхауер — 34 президент США
- 1961 — Мервін Келлі — американський фізик, директор Bell Labs
- 1962 — Вокер Лі Ціслер — американський інженер
- 1963 — Джеймс Кілліан — американський науковець, президент Массачусетського технологічного інституту
- 1964 — Джон Александер Маккон — американський бізнесмен і політик
- 1966 — Ліліан Гілберт — американська вчена, виробничий психолог, експерт з кадрових ресурсів підприємств та ергономіки
- 1967 — Люсіус Клей — американський військовик, глава адміністрації Американської зони окупації Німеччини, один з авторів ідеї Берлінського повітряного мосту
- 1968 — сер Гарольд Гартлі — британський фізичний хімік
- 1969 — Едгар Кайзер — американський підприємець, президент корпорації Kaiser Aluminum & Chemical Corp.
- 1970 — Джон Ерік Джонсон — американський підприємець, співзасновник і президент компанії Texas Instruments
- 1971 — Луїс Ферре — пуерториканський інженер, підприємець, політик і філантроп
- 1972 — Фредерик Каппел — американський бізнесмен, керівник компанії AT&T
- 1973 — Вільям Джозеф Гедлі — новозеландський науковець
- 1974 — Девід Паккард — американський підприємець, співзасновник компанії Hewlett-Packard
- 1975 — Джеймс Бойд — американський науковець, інженер, педагог і політик[1]
- 1976 — Джеймс Фіск — американський фізик, керівник компанії Bell Labs
- 1977 — Пітер Карл Голдмарк — американсько-угорський інженер-винахідник
- 1978 — Дональд Бернем — американський інженер, підприємець, керівник корпорації Westinghouse Electric
- 1979 — Чарльз Брінкергофф — американський інженер, президент компанії Anaconda Copper
- 1980 — Стівен Бектел молодший — американський інженер і бізнесмен, президент корпорації Bechtel
- 1981 — Арнольд Бекман — американський хімік, винахідник pH-метра
- 1982 — Мітчел Голбеті — американський геолог і нафтовий інженер
- 1983 — Джозеф Джейкобс — американський хімік-технолог
- 1984 — Кеннет Рое — американський механік
- 1985 — Роберт Вест — американський хімік
- 1986 — Лоуренс Грейсон — американський інженер
- 1987 — Мартін Голанд — американський науковець, президент Південно-Західного дослідницького інституту
- 1988 — Вільям Гіанеллі — американський військовик
- 1989 — Джон Маккета — американський хімік
- 1990 — Джозеф Роджерс — американський конструктор та інженер, посол США у Франції
- 1991 — Гелдор Топсо — данський інженер
- 1992 — Роланд Шмітт — американський фізик і бізнесмен, президент Політехнічного інституту Ренсселера
- 1993 — Маріо Сальвадорі — американський науковець, професор Колумбійського університету
- 1994 — Вільям Керолл — американський науковець
- 1995 — Дін Кеймен — американський винахідник, автор ідеї самоката Сеґвей
- 1996 — Хасан Нурі — аравійський хімік
- 1997 — Отто Гельвег — американський інженер і військовик
- 1998 — Джиммі Картер — 39-й президент США
- 2001 — Річард Стенлі — американський правник і політик
- 2002 — Чарльз Торнтон — американський інженер
- 2003 — Баррі Такер — американський механік
- 2005 — Судебей Шоджа — американська вчена-механік
- 2007 — Бернард Амадеї — американський інженер французького походження, професор Колорадського університету у Боулдері
- 2008 — Абдул Калам — президент Індії
- 2012 — Нараяна Мурті — індійський бізнесмен, співзасновник корпорації Infosys[2]
- 2013 — Стів Возняк — американський конструктор, програміст, співзасновник компанії Apple Inc.
- 2015 — Роберт Ленджер — американський науковець і підприємець
- 2017 — Леонард Гарріс — австралійський хімік